# Mount Devol
Mount Devol (englisch; bulgarisch връх Девол wrach Dewol) ist ein 1700 m hoher und vereister Berg in den Lassus Mountains auf der Alexander-I.-Insel westlich der Antarktischen Halbinsel. Er ragt 10,24 km südlich bis östlich des Mount Wilbye, 8,7 km südwestlich des Mount Kliment Ohridski, 8,77 km westlich des Ratscheniza-Nunataks, 2,7 km nördlich bis westlich des Moriseni Peak und 9,5 km östlich bis nördlich des Faulkner-Nunataks auf. Das Nichols-Schneefeld liegt östlich und der Naretschen-Gletscher westlich von ihm.
Britische Wissenschaftler kartierten ihn 1971. Die bulgarische Kommission für Antarktische Geographische Namen benannte ihn 2017 nach dem mittelalterlichen Ort Dewol im Südwesten Bulgariens.